# Лой Вот
Лой Стівен Вот (англ. Loy Stephen Vaught, нар. 27 лютого 1967, Гренд-Репідс, Мічиган, США) — американський професіональний баскетболіст, що грав на позиції важкого форварда за декілька команд НБА.

## Ігрова кар'єра
На університетському рівні грав за команду Мічиган (1986–1990), у складі якої став чемпіоном NCAA 1989 року.
1990 року був обраний у першому раунді драфту НБА під загальним 13-м номером командою «Лос-Анджелес Кліпперс». Захищав кольори команди з Лос-Анджелеса протягом наступних 8 сезонів. Протягом кількох років вважався одним з найстабільніших форвардів ліги, набираючи 16,2 очка та майже 10 підбирань за гру.
З 1998 по 2000 рік грав у складі «Детройт Пістонс».
2000 року перейшов до «Даллас Маверікс», у складі якої провів наступний сезон своєї кар'єри.
Останньою ж командою в кар'єрі гравця стала «Вашингтон Візардс», до складу якої він приєднався 2001 року і за яку відіграв лише частину сезону.